# Corriente de Davidson
En oceanografía, la corriente de Davidson es una contracorriente costera del océano Pacífico que corre hacia el norte a lo largo de la costa occidental de los Estados Unidos desde la Baja California, pasando por México y norte de Oregón, acabando alrededor de la latitud 48°N.
Su flujo es adyacente a la corriente de California, pero fluye en sentido norte más frecuentemente que en sentido sur y cerca de la costa. La corriente se desplaza alrededor de 200 metros por debajo del nivel del mar, pero se levanta más cerca de la superficie durante los meses de invierno, generalmente de mitad de noviembre hasta mitad de febrero. En estos meses, los vientos dirigidos al norte se debilitan y son reemplazados hasta cierto punto por vientos dirigidos hacia el sudeste.
La corriente de Davidson forma parte del Sistema de Corrientes de California junto con la corriente de California, la corriente Subyacente de California, y la contracorriente del Sur de California.